# Poteriophora
Poteriophora là một chi bướm đêm thuộc họ Noctuidae.